# Паличка синьогнійна
Pseudomonas aeruginosa (також відома як Паличка синьогнійна, Pseudomonas pyocyanea) — грам-негативна аеробна паличковидна бактерія, яка пересувається за допомогою одного джгутика. P. aeruginosa є опортуністичним патогеном людини, деяких тварин та рослин, спричинюючи нозокоміальні інфекції у людини, лікування яких ускладнюється через резистентність до низки антибіотиків.

## Біологічні властивості

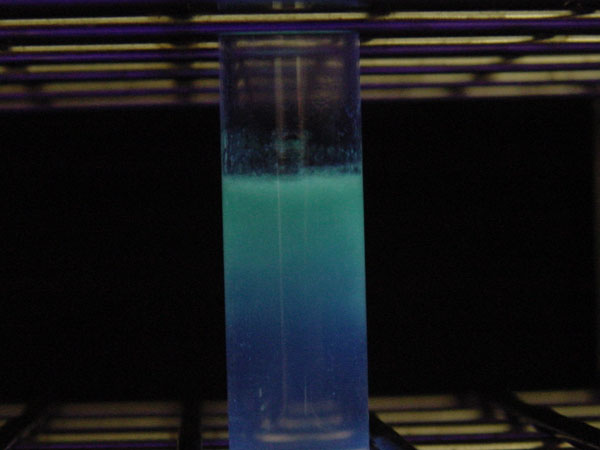
Флюоресценція піовердіну

Клітини бактерій виду — прямі або скривлені палички розмірами 1-5 х 0,5-1,0 мікрон, монотрихи. За типом метаболізму — хемоорганогетеротрофи, аероби або факультативні анаероби (денітрификатори).
Росте на м'ясо-пептонному агарі (МПА), де утворює великі напівпрозорі слизуваті колонії синьо-зеленого забарвлення з перламутровим відтінком, які мають специфічний запах жасмину, фіалок, або мигдалю, який квітне; середовище забарвлюється в синьо-зелений відтінок. На м'ясо-пептонному бульйоні (МПБ) утворюються помутніння і плівка, також він набуває синьо-зеленого відтінку. На агарі Плоскірєва виростають колонії інтенсивного жовтого кольору, які через 48 годин стають коричневими, в'язкими. Росте при температурах до 42 °C (оптимум — 37 °C), селективне середовище — ЦПХ-агар (живильний агар з цетилпіридинію хлоридом). Утворює екзопротеази. На твердих поживних середовищах популяція розпадається на три форми: R-, S- і M- форми.
Синьогнійна паличка має слабкі цукролітичні властивості. Розкладає до кислоти лише глюкозу. Значно вище виражена протеолітична активність: розріджує желатин і згорнуту сироватку крові, спричинює зброджування молока і гідролізує казеїн. Відновлює нітрати до нітрітів, не утворює індол і сірководень.
Продукує характерні пігменти:
- піоціанін (феназіновий пігмент, забарвлює живильне середовище в синьо-зелений відтінок, екстрагується хлороформом),
- піовердін (жовто-зелений пігмент, який флюоресцує в ультрафіолетових променях)
- піорубін (бурого відтінку).
- піомеланін (темно-коричневий) [8]

### Метаболізм
Синьогнійна паличка є факультативним анаеробом, оскільки вона добре пристосована до розмноження в умовах часткового або повного позбавлення кисню. Цей організм може здійснювати анаеробний ріст за допомогою нітрату або нітриту як кінцевого акцептора електронів. Коли кисень, нітрат і нітрит відсутні, вона здатна ферментувати аргінін і піруват шляхом фосфорилювання на рівні субстрату. Крім того, феназини, що виробляються синьогнійною паличкою, можуть діяти як електронні човники, полегшуючи виживання клітин на глибині біоплівок. Адаптація до мікроаеробного або анаеробного середовища є важливою для певного способу життя синьогнійної палички, наприклад, під час легеневої інфекції при кістозному фіброзі та первинній циліарній дискінезії, при яких товсті шари легеневого слизу та бактеріально виробленого альгінату, що оточують мукоїдні бактеріальні клітини, можуть обмежувати дифузію кисню. Ріст синьогнійної палички в організмі людини може бути безсимптомним, поки бактерії не утворять біоплівку, яка перевантажує імунну систему. Ці біоплівки знаходяться в легенях людей з муковісцидозом і первинною циліарною дискінезією і можуть призвести до летального результату.

### Співпраця на рівні клітин
Синьогнійна паличка потребує заліза як джерела поживних речовин для росту. Однак залізо не є легкодоступним, оскільки воно не часто зустрічається в навколишньому середовищі. Зазвичай залізо зустрічається у майже нерозчинній формі. Крім того, надмірно високий рівень заліза може бути токсичним для синьогнійної палички. Тому щоб  забезпечити належне споживання заліза, синьогнійна паличка виділяє сидерофори, молекули, які зв’язують і переносять залізо. Однак бактерія, яка виробляє сидерофори, не обов’язково при цьому отримує собі користь від споживання заліза. Радше всі учасники клітинної популяції однаково ймовірно отримають доступ до залізо-сидерофорних комплексів. Учасників клітинної популяції, які можуть дієво виробляти ці сидерофори, зазвичай називають кооператорами; Учасники, які не виробляють сидерофорів, часто називаються дурисвітами (англ. cheaters). Дослідження показали, що коли кооператори та дурисвіти ростуть разом, здоров'я кооператорів погіршується, тоді як фізичний стан дурисвітів покращується. Величина змін у фізичному стані збільшується зі збільшенням обмеження заліза. З покращенням фізичного стану дурисвіти можуть взяти гору над кооператорами; це призводить до загального погіршення фізичного стану групи через відсутність достатнього виробництва сидерофорів. Ці спостереження свідчать про те, що поєднання кооператорів і дурисвітів може зменшити вірулентні властивості синьогнійної палички.

## Патогенність

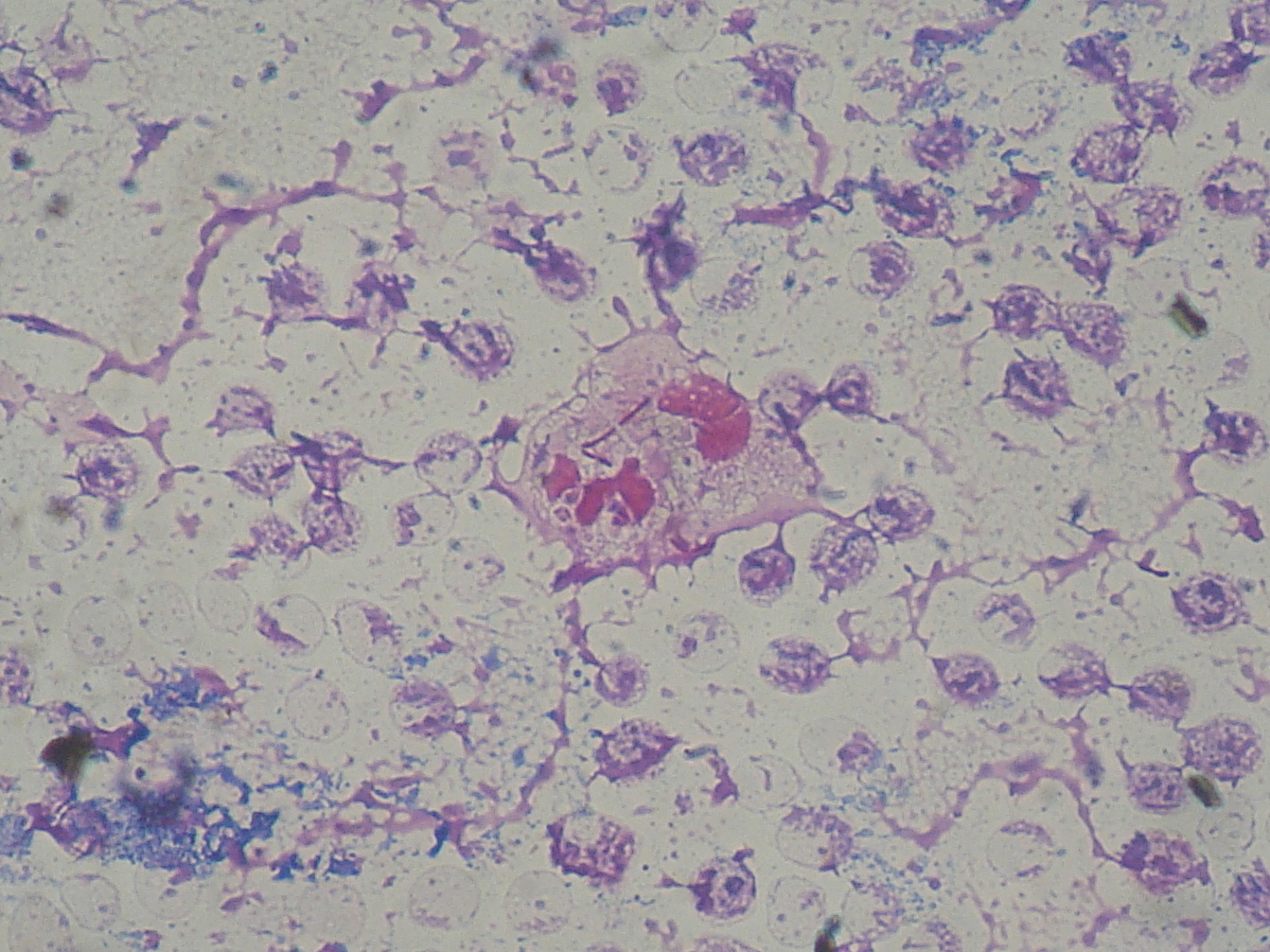
Фагоцитоз синьогнійної палички нейтрофілами у пацієнта з інфекцією крові (фарбування за Грамом)

Синьогнійна паличка часто діє як опортуністичний, нозокоміальний патоген на осіб з ослабленим імунітетом, але здатна також інфікувати імунокомпетентних, та зазвичай вражає дихальні шляхи, сечовивідні шляхи, опіки та рани, а також викликає інші інфекції крові.
| інфекції                        | Деталі та загальні асоціації                                      | Групи підвищеного ризику                             |
| ------------------------------- | ----------------------------------------------------------------- | ---------------------------------------------------- |
| Пневмонія                       | Дифузна бронхопневмонія                                           | Пацієнти з кістозним фіброзом, бронхоектазами без МВ |
| Септичний шок                   | Пов’язаний з пурпурно-чорним ураженням шкіри гангренозною ектимою | Пацієнти з нейтропенією                              |
| Інфекція сечовивідних шляхів    | Катетеризація сечовивідних шляхів                                 |                                                      |
| Шлунково-кишкова інфекція       | Некротичний ентероколіт                                           | Недоношені діти та хворі на рак з нейтропенією       |
| Інфекції шкіри та м'яких тканин | Крововилив і некроз                                               | Люди з опіками або рановими інфекціями               |

Вона є найпоширенішою причиною інфекцій опіків та  зовнішнього вуха (зовнішній отит), а також найчастішим колонізатором медичних пристроїв (наприклад, катетерів). Синьогнійка може поширюватися через забруднене і неналежним чином очищене обладнання або через руки медичних працівників. У рідкісних випадках синьогнійка може викликати позалікарняну пневмонію, а також пневмонію, пов’язану з вентиляцією легенів, як один із найпоширеніших збудників, виділених у кількох дослідженнях. Кожна десята внутрішньолікарняна інфекція викликана синьогнійкою. Хворі на муковісцидоз також схильні до інфекції легень синьогнійкою внаслідок функціональної втрати руху іонів хлориду через клітинні мембрани в результаті мутації. Синьогнійка також може бути поширеною причиною «висипу в гарячій ванні» (дерматиту), викликаного відсутністю належної регулярної уваги до якості води. Оскільки ці бактерії процвітають у вологому середовищі, наприклад у гідромасажних ваннах і басейнах, вони можуть спричинити висип на шкірі плавця. Синьогнійка також є поширеною причиною післяопераційних інфекцій у пацієнтів з операцією радіальної кератотомії. Цей мікроорганізм також пов'язаний з ураженням шкіри гангренозною ектимою. Синьогнійка часто пов'язана з остеомієлітом, викликаним з колотими ранами стопи, що, як вважають, є наслідком прямого інфікування синьогнійкою через поролонову підкладку тенісних туфель, причому пацієнти з діабетом знаходяться в групі підвищеного ризику.
Першим описав ранову інфекцію А. Люкке (1892 рік), спостерігаючи за характерним синьо-зеленим забарвленням матеріалу після перев'язування ран.
Pseudomonas aeruginosa виявляється при абсцесах і гнійних ранах, пов'язана з ентеритами та циститами. P. aeruginosa є одним з найпоширеніших збудників нозокоміальних інфекцій з огляду на те, що особливо легко уражає осіб з ослабленим імунним статусом. Факторами патогенності P. aeruginosa є наявність рухливості, утворення токсинів, продукція гідролітичних ферментів. Прогноз погіршується високою резистентністю до дії багатьох антибіотиків. P. aeruginosa стійка до дії багатьох беталактамів, аміноглікозидів, фторидів хінолону та є причиною найрізноманітніших захворювань у людини: сепсису, гнійного менінгіту, остеомієліту, артриту, отиту, пневмонії, плевриту, абсцесів печінки та мозку, запалення сечостатевої системи, спричиняє харчові токсикоінфекції тощо. Величезну роль бактерія відіграє у гнійно-запальних ускладненнях операційних ран, опіків, які зводять нанівець лікування й часто призводять до летального наслідку.
Деякі штами здійснюють руйнування вуглеводнів, зокрема формальдегіду.
Крім того, P. aeruginosa продукує екзотоксини: гемотоксин, лейкоцидин, гістотоксин, ентеротоксин. Їхній синтез контролюється плазмідами. Також продукує низку ферментів, які є факторами агресії та підсилюють патогенні властивості: колагеназу (руйнує строму сполучних тканин і сприяє поширенню збудника); протеази (деякі з них блокують систему комплемента); лецитиназу, нейрамінідазу тощо.
До факторів патогенності належать адгезини, які забезпечують прикріплення псевдомонад до епітеліальних клітин, та піоціанін, який сприяє пошкодженню тканин через продукування токсичних радикалів кисню.
Перебіг захворювання доволі тяжкий, що зумовлено наявністю у збудника великої різноманітності факторів патогенності, а також великої кількості R-плазмід, які визначають його стійкість до багатьох антибіотиків. Захворювання часто переходить у хронічну форму (уретрит, остеомієліт, цистит).

### Тригери
Було виявлено, що за низького рівня фосфатів синьогнійна паличка перемикається з ролі доброякісного симбіонта на експресію смертельних токсинів усередині кишкового тракту та завдає серйозної шкоди або вбиває хазяїна, і з цим можна впоратися, забезпечивши надлишок фосфатів замість антибіотиків.

### Біоплівки та стійкість до лікування
Біоплівки синьогнійки можуть викликати хронічні опортуністичні інфекції, які є серйозною проблемою для медичної допомоги в промислово розвинутих суспільствах, особливо для пацієнтів з ослабленим імунітетом і та людей похилого віку. Вони часто не піддаються дієвому лікуванню традиційною антибіотикотерапією. Біоплівки слугують для захисту цих бактерій від несприятливих факторів навколишнього середовища, включаючи складники імунної системи хазяїна, а також антибіотики. Синьогнійна паличка може спричиняти внутрішньолікарняні інфекції та вважається модельним організмом для вивчення стійких до антибіотиків бактерій. Дослідники вважають важливим дізнатися більше про молекулярні механізми, які спричиняють перехід від планктонного росту до фенотипу біоплівки. Це має сприяти кращому клінічному веденню хронічно інфікованих пацієнтів і призвести до розробки нових ліків.

## Діагностування
Основний метод діагностування — бактеріологічний з подальшою ідентифікацією збудника на основі молекулярних особливостей ДНК або рРНК. Фаго-, піоціно-, серотипування використовують у референс-лабораторіях.
Матеріалом для лабораторного аналізу є гній, рановий вміст, ексудат, сеча, жовч, ліквор, випорожнення. Pseudomonas aeruginosa добре росте на простих  і диференціально-діагностичних поживних середовищах в аеробних умовах. Ідентифікують синьогнійну паличку за морфологічними, культуральними та біохімічними властивостями.
Серологічну діагностику проводять за допомогою реакції аглютинації з визначенням специфічних O- H-антигенів.

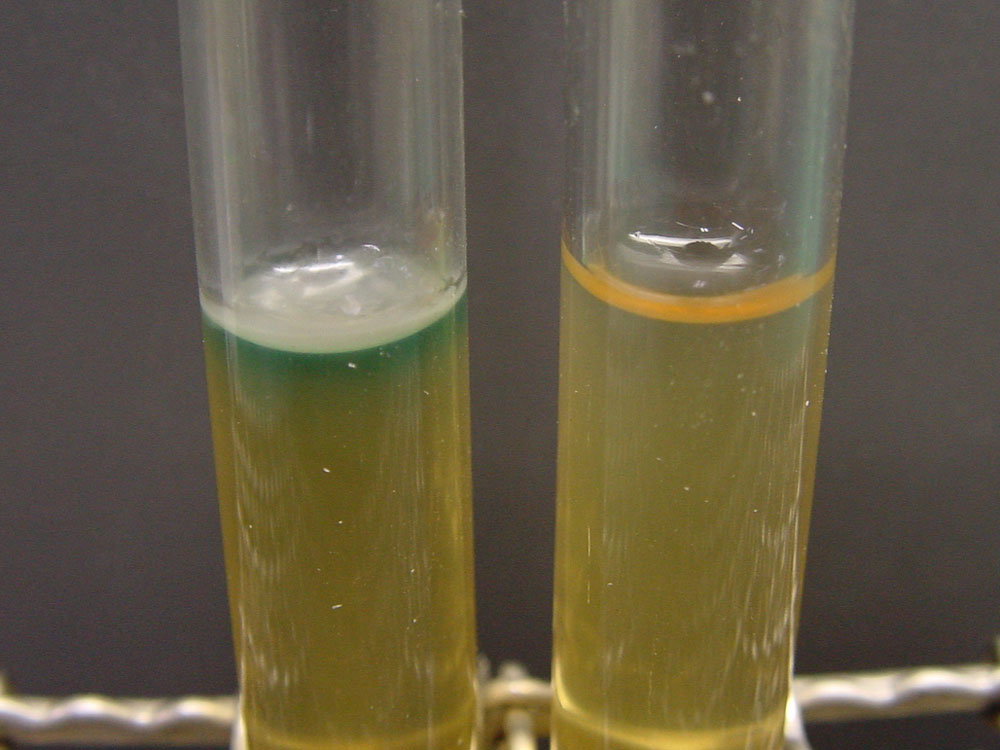
Вироблення піоціаніну, водорозчинного зеленого пігменту синьогнійної палички (ліва трубка)

Залежно від характеру інфекції, відповідний зразок відбирається і відправляється в бактеріологічну лабораторію для ідентифікації. Як і у випадку з більшістю бактеріологічних зразків, проводиться фарбування за Грамом, яке може виявити грамнегативні палички та/або лейкоцити. На бактеріологічних середовищах синьогнійна паличка утворює колонії з характерним запахом «винограду» або «свіжої тортильї». У змішаних культурах її можна виділити у вигляді прозорих колоній на агарі Мак-Конкі (оскільки вона не ферментує лактозу), які будуть позитивними на оксидазу. Підтверджувальні тести включають вироблення синьо-зеленого пігменту піоціаніну на цетримідному агарі та ріст при 42 °C. Для того, щоб відрізнити неферментуючі види синьогнійної палички від кишкових патогенів у зразках фекалій, часто використовують нахил TSI.
Коли синьогнійну паличку виділено із зазвичай стерильного місця (кров, кістка, глибокі збори), це зазвичай вважається небезпечним і майже завжди потребує лікування. Однак синьогнійну паличку часто виділяють із нестерильних ділянок (мазки з ротової порожнини, мокротиння тощо), і за таких обставин це може свідчити про колонізацію, а не про інфекцію. Тому слід обережно трактувати виділення синьогнійної палички з нестерильних зразків, а перед початком лікування слід звернутися за порадою до мікробіолога або інфекціоніста чи фармацевта. 

### Класифікація
Синьогнійна паличка - грамнегативна, аеробна (та іноді факультативно анаеробна) паличкоподібна бактерія з уніполярною рухливістю. Її визначили як умовно-патогенний мікроорганізм як для людини, так і для рослин. Синьогнійна паличка є типовим видом роду Pseudomonas.
Наявність синьогнійної палички може бути складно визначити через те, що в окремих ізолятів часто бракує рухливості. До того ж колонії бувають кількох різновидів по морфології. Основні два типи: великі, гладенькі, з рівним краєм і піднятим центром, і маленькі, шорсткі та опуклі. Зустрічається також і третій тип, мукоїдний. Колонії великих зазвичай зустрічаються в клінічних умовах, тоді як колонії малих можна знайти в природі.  Однак третій тип зустрічається в біологічних умовах і був виявлений у дихальних і сечовивідних шляхах.
За певних умов синьогнійна паличка може виділяти різноманітні пігменти, включаючи піоціанін (синій), піовердин (жовтий і флуоресцентний), піорубін (червоний) та піомеланін (коричневий). Вони можуть бути використані для визначення наявності цієї бактерії.

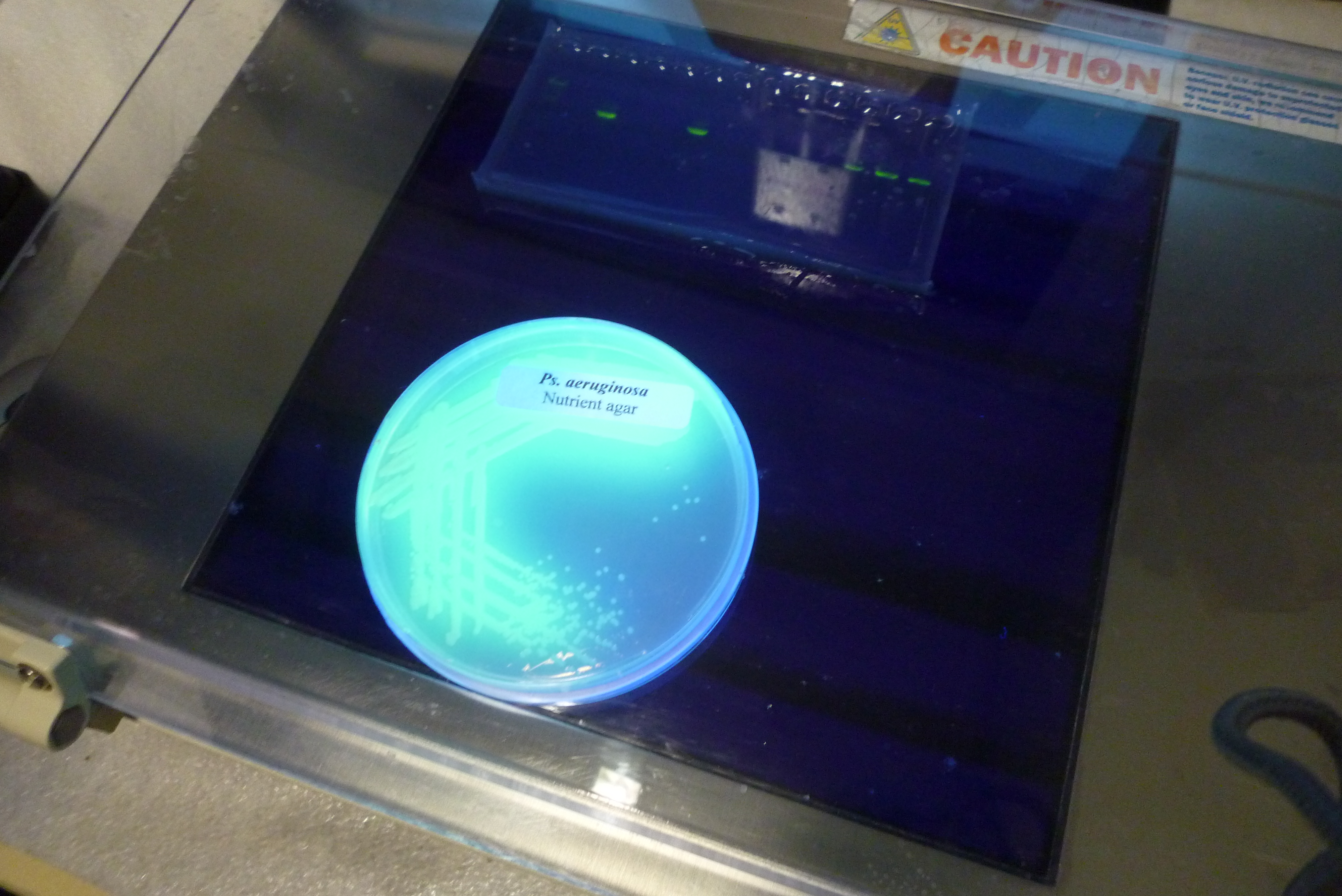
Флуоресценція синьогнійної палички під ультрафіолетовим освітленням

Для клінічного визначення наявності синьогнійної палички може бути потрібно визначити вироблення як піоціаніну, так і флуоресцеїну, а також здатність рости при 42 °C. Синьогнійна паличка здатна рости в дизельному та реактивному паливі, де вона використовує вуглеводень та спричиняє мікробну корозію. Вона утворює темні, гелеподібні килимки, які іноді невірно називають «водоростями» через їх зовнішній вигляд. 

## Лікування
Багато ізолятів синьогнійної палички стійкі до широкого спектра антибіотиків і можуть ставати більш стійкими після невдалого лікування. Зазвичай слід призначати лікування відповідно до лабораторного тестування на чутливість до протимікробних препаратів, а не обирати антибіотик, виходячи з минулого досвіду. Якщо антибіотики призначаються виходячи з минулого досвіду, слід докласти всіх зусиль для отримання посівів (перед введенням першої дози антибіотика), а вибір  антибіотика слід переглянути, коли будуть доступні результати посіву.

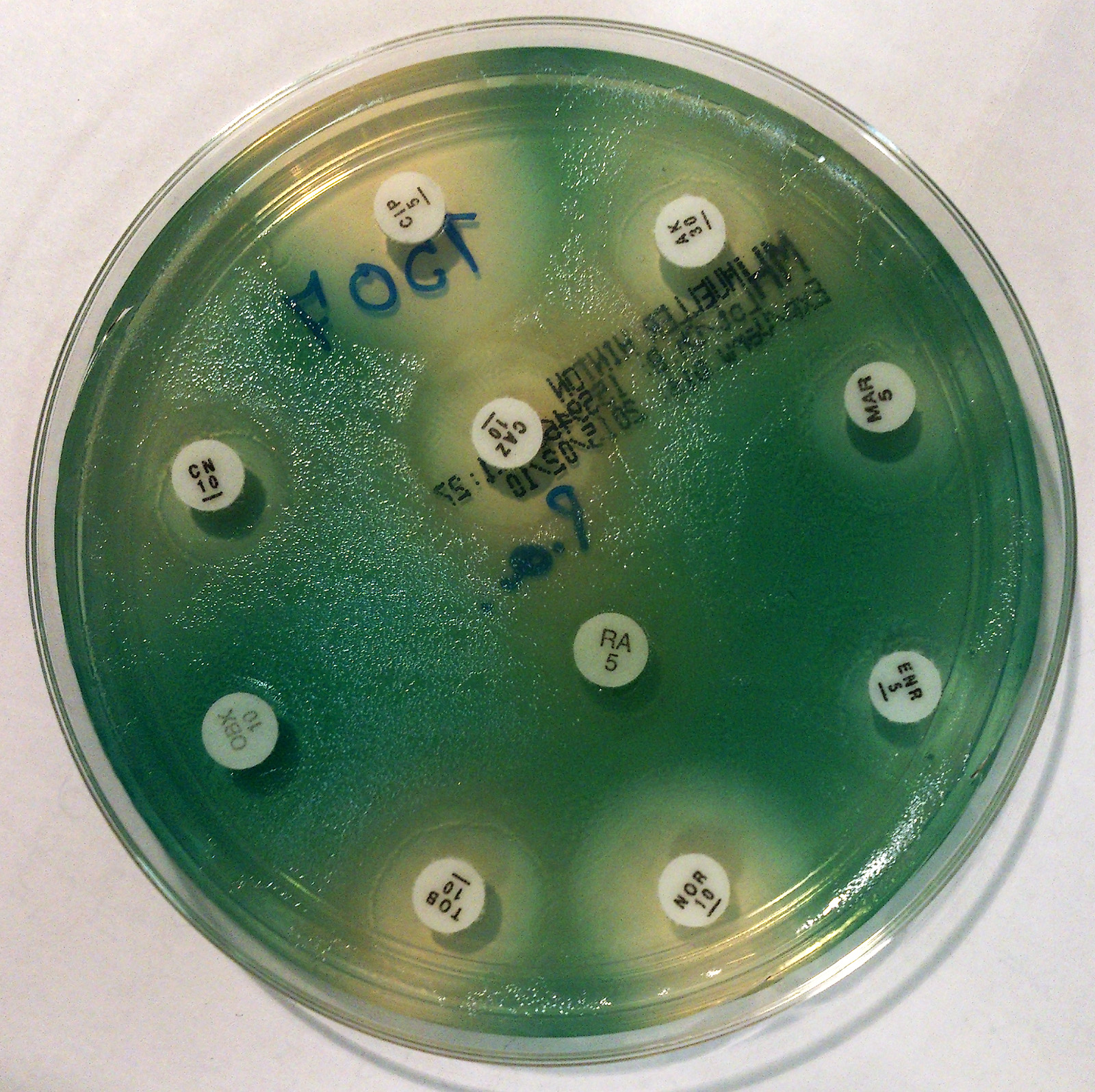
Антибіограма синьогнійної палички на агарі Мюллера-Хінтона

Через широке розповсюдження стійкості до багатьох поширених антибіотиків першої лінії препаратами вибору вважалися карбапенеми, поліміксини та віднедавна і тигециклін; однак повідомлялося про стійкість і до цих препаратів. Попри це, вони все ще застосовуються в регіонах, де ще не повідомлялося про стійкість до них. Рекомендується використання інгібіторів β-лактамаз, таких як сульбактам, у комбінації з антибіотиками для посилення антимікробної дії навіть за наявності певного рівня резистентності. Комбінована терапія після ретельного тестування на антимікробну чутливість була визнана найкращим напрямком дій у лікуванні полірезистентної синьогнійної палички. Деякі антибіотики нового покоління, які, як повідомляється, діють проти синьогнійної палички, включають доріпенем, цефтобіпрол і цефтаролін. Однак для стандартизації вони потребують додаткових клінічних випробувань. Тому вкрай потрібні дослідження для відкриття нових антибіотиків і ліків проти синьогнійної палички. До антибіотиків, що можуть діяти проти синьогнійної палички, належать:
- аміноглікозиди (гентаміцин, амікацин, тобраміцин, але не канаміцин)
- фторхінолони (ципрофлоксацин, левофлоксацин, але не моксифлоксацин)
- цефалоспорини (цефтазидим, цефепім, цефоперазон, цефпіром, цефтобіпрол, але не цефуроксим, цефотаксим або цефтріаксон)
- протисиньогнійні пеніциліни: карбоксипеніциліни (карбеніцилін і тикарцилін) та уреїдопеніциліни (мезлоцилін, азлоцилін і піперацилін). Синьогнійна паличка є внутрішньо стійкою до всіх інших пеніцилінів.
- карбапенеми (меропенем, іміпенем, дорипенем, але не ертапенем )
- поліміксини (поліміксин В і колістин)[39]
- монобактами (азтреонам)

Оскільки фторхінолони є одними з небагатьох класів антибіотиків, широко дієвих проти синьогнійної палички, у деяких лікарнях їх використання суворо обмежене, щоб уникнути розвитку резистентних штамів. У рідкісних випадках, коли інфекція є поверхневою та обмеженою (наприклад, вушні інфекції або інфекції нігтів), можна використовувати місцеве лікування гентаміцином або колістином.
Група українських мікробіологів досліджує лікування цієї інфекції за допомогою поєднання азитроміцину та меропенему.
При синьогнійних ранових інфекціях оцтова кислота в концентрації від 0,5% до 5% може бути дієвим бактеріостатиком для усунення бактерій з рани. Зазвичай на рану після промивання звичайним фізіологічним розчином накладають стерильну марлеву пов'язку, змочену оцтовою кислотою. Перев'язку роблять один раз на добу. Синьогнійна паличка зазвичай знищується у 90% випадків після 10-14 днів лікування.

### Вакцини
З 2015 р. по 2018 рік у клініці Вітацелл та Клініці Маркова була розроблена псевдомонадна інактивована рідка вакцина проти синьогнійної палички Псевдо-Примавак, яка містить антигени інактивованих штамів Pseudomonas aeruginosa. Її можна вводити навіть під час загострення хронічних захворювань, викликаних P. aeruginosa, не очікуючи повної або часткової ремісії.
В Інституті мікробіології та імунології ім. І. І. Мечникова НАМН України розроблено фотодинамічний спосіб виготовлення автовакцини проти синьогнійної палички за удосконаленою технологією. При цьому бактерії свіжовилученого штаму синьогнійної палички обробляють двома фотосенсибілізаторами ендогенного походження – рибофлавіном та вікасолом, а потім опромінюють ультрафіолетом та світлом фотополімерної лампи, щоб інактивувати ці бактерії.

### Профілактика
Пробіотична профілактика може запобігти колонізації та відтермінувати розвиток інфекції синьогнійною паличкою у відділенні інтенсивної терапії.  Досліджується імунопрофілактика проти синьогнійки. Ризик зараження синьогнійною паличкою можна зменшити, уникаючи басейнів, гідромасажних ванн та інших водойм зі стоячою водою; регулярно дезінфікуючи та/або замінюючи обладнання, яке регулярно стикається з вологою (наприклад, обладнання та розчини для контактних лінз); а також часто миючи руки (що на додаток захищає від багатьох інших патогенів). Однак навіть найкращі методи гігієни не можуть повністю захистити людину від синьогнійної палички, враховуючи те, наскільки вона поширена в навколишньому середовищі.

### Експериментальні методи лікування
Були проведені дослідження фаготерапії проти синьогнійної палички як можливого дієвого методу лікування, який можна поєднувати з антибіотиками, не має протипоказань і має мінімальні побічні ефекти. Фаги виготовляються у вигляді стерильної рідини, придатної для приймання всередину, аплікацій тощо. Про фаготерапію вушних інфекцій, спричинених синьогнійною паличкою, повідомлялося в журналі «Клінічна отоларингологія» у серпні 2009 р. Станом на 2024 рік, дослідження на цю тему продовжуються.
Нині на території України зареєстровані та успішно використовуються препарати «Піофаг» та «Інтестіфаг», виробником яких є ТОВ «Фармаксгруп» (для НеоПробіоКеар Інк, Канада), а також препарат «Поліфаг Ультра», виробником якого є «Науково-Виробнича Компанія МВК» (Україна, Одеса); до складу цих препаратів входять специфічні бактеріофаги до синьогнійної палички. При аналізі фагочутливості синьогнійної палички до препаратів «Піофаг» та «Інтестіфаг» отримані наступні дані: серед позалікарняних штамів чутливими до відповідних фагів було від 46,0 до 68,0 %, серед внутрішньолікарняних – від 26,0 до 35,0 %. Кожний п’ятий штам, бувши антибіотикорезистентним, володів фагочутливістю.

## Дослідження
Дослідження системної біології цієї бактерії призвело до розробки моделей метаболізму в геномному масштабі, які надають можливості комп’ютерного моделювання та прогнозування темпів росту бактерій за різних умов, а також їх вірулентних властивостей. 
 

## Зовнішні посилання
- Pseudomonas aureginosa у MicrobeWiki
- Типовий штам синьогнійної палички у BacDive — Базі метаданих бактеріального різноманіття

## Виноски
1. 1 2 3 4 5 6  Гудзь С. П. Мікробіологія: підручник: [для студ.вищ.навч.закл.]/ С. П. Гудзь, С. О. Гнатуш, І. С. Білінська.—Львів: Видавничий центр ЛНУ імені Івана Франка,2009.—360с. ISBN 978-966-613-697-1
2. ↑  Ryan KJ; Ray CG (editors) (2004). Sherris Medical Microbiology (вид. 4th ed.). McGraw Hill. ISBN 0-8385-8529-9.
3. ↑  Iglewski BH (1996). Pseudomonas. In: Baron's Medical Microbiology (Barron S et al, eds.) (вид. 4th ed.). Univ of Texas Medical Branch. (via NCBI Bookshelf) ISBN 0-9631172-1-1.
4. ↑  Вспышки нозокомиальных инфекций, вызванных Pseudomonas aeruginosa, связанные с дефектами бронхоскопического оборудования. Антибиотики и антимикробная терапия. 24 березня 2003.
5. ↑  Устойчивость pseudomonas aeruginosa к карбапенемам: уроки исследования MYSTIC. Фарматека. 8/9. 2007.
6. ↑  Чувствительность полирезистентных штаммов Pseudomonas aeruginosa в отделениях интенсивной терапии: результаты исследования MYSTIC. Антибиотики и антимикробная терапия. 8 грудня 2003. Архів оригіналу за 8 січня 2014. Процитовано 24 грудня 2008.
7. ↑  П.В.Фурсова, Е.С.Милько, А.П.Левич (2008). Культивирование диссоциантов Pseudomonas aeruginosa в устовиях заданного лимитирования (PDF). Микробиология. 77 (1): 1—6.
8. ↑  Hocquet, Didier; Petitjean, Marie; Rohmer, Laurence; Valot, Benoît; Kulasekara, Hemantha D.; Bedel, Elodie; Bertrand, Xavier; Plésiat, Patrick; Köhler, Thilo (10 2016). Pyomelanin-producing Pseudomonas aeruginosa selected during chronic infections have a large chromosomal deletion which confers resistance to pyocins. Environmental Microbiology. Т. 18, № 10. с. 3482—3493. doi:10.1111/1462-2920.13336. ISSN 1462-2920. PMC 5295658. PMID 27119970. Процитовано 2 лютого 2019.{{cite news}}:  Обслуговування CS1: Сторінки з PMC з іншим форматом (посилання)
9. ↑  Schobert M, Jahn D (December 2010). Anaerobic physiology of Pseudomonas aeruginosa in the cystic fibrosis lung. International Journal of Medical Microbiology. 300 (8): 549—556. doi:10.1016/j.ijmm.2010.08.007. PMID 20951638.
10. ↑  Dietrich LE, Okegbe C, Price-Whelan A, Sakhtah H, Hunter RC, Newman DK (April 2013). Bacterial community morphogenesis is intimately linked to the intracellular redox state. Journal of Bacteriology. 195 (7): 1371—1380. doi:10.1128/JB.02273-12. PMC 3624522. PMID 23292774.
11. ↑  Microbiology: An Introduction (вид. 12th). Pearson Education. 2016. с. 54. ISBN 978-0-321-92915-0.
12. ↑  Hassett DJ (December 1996). Anaerobic production of alginate by Pseudomonas aeruginosa: alginate restricts diffusion of oxygen. Journal of Bacteriology. 178 (24): 7322—7325. doi:10.1128/jb.178.24.7322-7325.1996. PMC 178651. PMID 8955420.
13. ↑  Worlitzsch D, Tarran R, Ulrich M, Schwab U, Cekici A, Meyer KC, Birrer P, Bellon G, Berger J, Weiss T, Botzenhart K, Yankaskas JR, Randell S, Boucher RC, Döring G (February 2002). Effects of reduced mucus oxygen concentration in airway Pseudomonas infections of cystic fibrosis patients. The Journal of Clinical Investigation. 109 (3): 317—325. doi:10.1172/JCI13870. PMC 150856. PMID 11827991.
14. ↑  Cooper M, Tavankar GR, Williams HD (May 2003). Regulation of expression of the cyanide-insensitive terminal oxidase in Pseudomonas aeruginosa. Microbiology. 149 (Pt 5): 1275—1284. doi:10.1099/mic.0.26017-0. PMID 12724389.
15. ↑  Oxygen, cyanide and energy generation in the cystic fibrosis pathogen Pseudomonas aeruginosa. Advances in Microbial Physiology. Т. 52. 2007. с. 1—71. doi:10.1016/S0065-2911(06)52001-6. ISBN 978-0-12-027752-0. PMID 17027370.
16. ↑  Oxford Desk Reference: Acute Medicine. Oxford University Press. 2016. с. 244. ISBN 978-0-19-100714-9.
17. ↑  Buckling A, Harrison F, Vos M, Brockhurst MA, Gardner A, West SA, Griffin A (November 2007). Siderophore-mediated cooperation and virulence in Pseudomonas aeruginosa. FEMS Microbiology Ecology. 62 (2): 135—141. Bibcode:2007FEMME..62..135B. doi:10.1111/j.1574-6941.2007.00388.x. PMID 17919300.
18. ↑  Nguyen AT, Jones JW, Ruge MA, Kane MA, Oglesby-Sherrouse AG (July 2015). Iron Depletion Enhances Production of Antimicrobials by Pseudomonas aeruginosa. Journal of Bacteriology. 197 (14): 2265—2275. doi:10.1128/JB.00072-15. PMC 4524187. PMID 25917911.
19. 1 2  Harrison F, Browning LE, Vos M, Buckling A (July 2006). Cooperation and virulence in acute Pseudomonas aeruginosa infections. BMC Biology. 4: 21. doi:10.1186/1741-7007-4-21. PMC 1526758. PMID 16827933.
20. ↑  Griffin AS, West SA, Buckling A (August 2004). Cooperation and competition in pathogenic bacteria. Nature. 430 (7003): 1024—1027. Bibcode:2004Natur.430.1024G. doi:10.1038/nature02744. PMID 15329720.
21. ↑  Pseudomonas aeruginosa. Todar's Online Textbook of Bacteriology. 4 червня 2004. Архів оригіналу за 9 жовтня 2006. Процитовано 9 вересня 2011 — через Textbookofbacteriology.net.
22. 1 2  Pseudomonas aeruginosa in Healthcare Settings. Healthcare-associated Infections (HAI): Diseases and Organisms. Centers for Disease Control and Prevention. 7 травня 2014. Архів оригіналу за 29 грудня 2017. Процитовано 8 вересня 2017.
23. ↑  Fine MJ, Smith MA, Carson CA, Mutha SS, Sankey SS, Weissfeld LA, Kapoor WN (January 1996). Prognosis and outcomes of patients with community-acquired pneumonia. A meta-analysis. JAMA. 275 (2): 134—141. doi:10.1001/jama.275.2.134 (неактивний 2024-07-10). PMID 8531309.{{cite journal}}:  Обслуговування CS1: Сторінки із неактивним DOI станом на липень 2024 (посилання)
24. ↑  Diekema DJ, Pfaller MA, Jones RN, Doern GV, Winokur PL, Gales AC, Sader HS, Kugler K, Beach M (September 1999). Survey of bloodstream infections due to gram-negative bacilli: frequency of occurrence and antimicrobial susceptibility of isolates collected in the United States, Canada, and Latin America for the SENTRY Antimicrobial Surveillance Program, 1997. Clinical Infectious Diseases. 29 (3): 595—607. doi:10.1086/598640. PMID 10530454.
25. ↑  Johnson PA (March 2019). Novel understandings of host cell mechanisms involved in chronic lung infection: Pseudomonas aeruginosa in the cystic fibrotic lung. Journal of Infection and Public Health. 12 (2): 242—246. doi:10.1016/j.jiph.2018.10.014. PMID 30459101.
26. ↑  Панрезистентная Pseudomonas aeruginosa.
27. ↑  Госпитальные инфекции, вызванные Pseudomonas aeruginosa. Распространение и клиническое значение антибиотикорезистентности. Архів оригіналу за 25 червня 2013. Процитовано 24 грудня 2008.
28. ↑  Штамм бактерий Pseudomonas aeruginosa, разлагающий формальдегид. Описание изобретения. Архів оригіналу за 13 жовтня 2008. Процитовано 24 грудня 2008.
29. ↑  Research could lead to new non-antibiotic drugs to counter hospital infections (Пресреліз). University of Chicago Medical Center. 14 квітня 2009. Архів оригіналу за 25 червня 2022. Процитовано 26 червня 2022.
30. ↑  Pseudomonas: Genomics and Molecular Biology (вид. 1st). Caister Academic Press. 2008. ISBN 978-1-904455-19-6. Архів оригіналу за 12 вересня 2016. Процитовано 24 вересня 2007.
31. ↑  What Is a Pseudomonas Infection?. MedicineNet. Архів оригіналу за 27 жовтня 2020. Процитовано 8 грудня 2020.
32. ↑  Pseudomonas aeruginosa in Healthcare Settings. Center for Disease Control and Prevention. U.S. Department of Health & Human Services. 6 листопада 2019. Архів оригіналу за 29 грудня 2017. Процитовано 8 грудня 2020.
33. ↑  Sherris Medical Microbiology (вид. 4th). McGraw Hill. 2004. ISBN 978-0-8385-8529-0.
34. ↑  Pseudomonas. Baron's Medical Microbiology (вид. 4th). University of Texas Medical Branch. 1996. ISBN 978-0-9631172-1-2.
35. ↑  Anzai Y, Kim H, Park JY, Wakabayashi H, Oyaizu H (July 2000). Phylogenetic affiliation of the pseudomonads based on 16S rRNA sequence. International Journal of Systematic and Evolutionary Microbiology. 50 (Pt 4): 1563—1589. doi:10.1099/00207713-50-4-1563. PMID 10939664.
36. 1 2 3  Bergey's manual of systematic bacteriology (вид. 2nd). New York: Springer. 2005. с. 323—442. doi:10.1007/0-387-28022-7_9. ISBN 0-387-98771-1. OCLC 45951601. Архів оригіналу за 9 березня 2023. Процитовано 21 квітня 2022.
37. ↑  King EO, Ward MK, Raney DE (August 1954). Two simple media for the demonstration of pyocyanin and fluorescin. The Journal of Laboratory and Clinical Medicine. 44 (2): 301—307. PMID 13184240.
38. ↑  Striebich RC, Smart CE, Gunasekera TS, Mueller SS, Strobel EM, McNichols BW, Ruiz ON (September 2014). Characterization of the F-76 diesel and Jet-A aviation fuel hydrocarbon degradation profiles of Pseudomonas aeruginosa and Marinobacter hydrocarbonoclasticus. International Biodeterioration & Biodegradation. 93: 33—43. Bibcode:2014IBiBi..93...33S. doi:10.1016/j.ibiod.2014.04.024.
39. ↑  Hachem RY, Chemaly RF, Ahmar CA, Jiang Y, Boktour MR, Rjaili GA, Bodey GP, Raad II (June 2007). Colistin is effective in treatment of infections caused by multidrug-resistant Pseudomonas aeruginosa in cancer patients. Antimicrobial Agents and Chemotherapy. 51 (6): 1905—1911. doi:10.1128/AAC.01015-06. PMC 1891378. PMID 17387153.
40. ↑  Азитроміцин як антибіотик деескалації і відновлення чутливості до деяких антибіотиків у грамнегативних збудників антибіотикорезистентних інфекцій. health-ua.com (ua) . Процитовано 19 жовтня 2024.
41. ↑  Kryzhevskyi, Vadym; Strokous, Viktor; Lifshyts, Yurii; Rybianets, Yurii; Oberniak, Artem; Krikunov, Alexey; Iungin, Olga; Potochilova, Viktoria; Rudnieva, Kateryna (22 вересня 2023). Case report: Azithromycin-meropenem combination therapy as a low-cost approach to combat PDR gram-negative infections of war wounds in Ukraine. Frontiers in Medicine (English) . Т. 10. doi:10.3389/fmed.2023.1264492. ISSN 2296-858X. Процитовано 19 жовтня 2024.{{cite news}}:  Обслуговування CS1: Сторінки із непозначеним DOI з безкоштовним доступом (посилання)
42. ↑  Мікробіолог Олена Мошинець: Українські штами «зламали» останній суперантибіотик. ГЛАВКОМ (укр.). 28 вересня 2024. Процитовано 19 жовтня 2024.
43. ↑  Nagoba BS, Selkar SP, Wadher BJ, Gandhi RC (December 2013). Acetic acid treatment of pseudomonal wound infections--a review. Journal of Infection and Public Health. 6 (6): 410—415. doi:10.1016/j.jiph.2013.05.005. PMID 23999348.
44. ↑  Синьогнійна інфекція. vitacell.com.ua. Процитовано 25 жовтня 2024.
45. ↑  Патент на винахід № 125385. iprop-ua.com (укр.). Процитовано 8 листопада 2024.
46. ↑  Деркач, С. А.; Куцай, Н. М.; Городницька, Н. І.; Скляр, Н. І. (29 березня 2023). ПРОТЕКТИВНІ ВЛАСТИВОСТІ ЗРАЗКІВ СИНЬОГНІЙНОЇ АВТОВАКЦИНИ. Інфекційні хвороби (укр.). № 1. с. 35—39. doi:10.11603/1681-2727.2023.1.13923. ISSN 2414-9969. Процитовано 20 листопада 2024.
47. ↑  Деркач, С. А.; Куцай, Н. М.; Скляр, Н. І.; Воронкіна, І. А.; Дяченко, В. Ф. (13 травня 2024). ЕКСПЕРИМЕНТАЛЬНЕ ВИВЧЕННЯ СИНЬОГНІЙНИХ АВТОВАКЦИН, ОТРИМАНИХ МОДИФІКОВАНИМ ФОТОДИНАМІЧНИМ СПОСОБОМ. Інфекційні хвороби (укр.). № 2. с. 40—44. doi:10.11603/1681-2727.2024.2.14611. ISSN 2414-9969. Процитовано 20 листопада 2024.
48. ↑  Forestier, Christiane; Guelon, Dominique; Cluytens, Valérie; Gillart, Thierry; Sirot, Jacques; De Champs, Christophe (2008). Oral probiotic and prevention of Pseudomonas aeruginosa infections: a randomized, double-blind, placebo-controlled pilot study in intensive care unit patients. Critical Care. Т. 12, № 3. с. R69. doi:10.1186/cc6907. ISSN 1364-8535. PMC 2481460. PMID 18489775. Процитовано 6 жовтня 2024.{{cite news}}:  Обслуговування CS1: Сторінки із непозначеним DOI з безкоштовним доступом (посилання)
49. ↑  Döring G, Pier GB (February 2008). Vaccines and immunotherapy against Pseudomonas aeruginosa. Vaccine. 26 (8): 1011—1024. doi:10.1016/j.vaccine.2007.12.007. PMID 18242792.
50. ↑  Pseudomonas Aeruginosa Fact Sheet (PDF). Children's Hospital of Illinois. Архів оригіналу (PDF) за 9 травня 2016. Процитовано 15 листопада 2014.
51. ↑  Sulakvelidze A, Alavidze Z, Morris JG (March 2001). Bacteriophage therapy. Antimicrobial Agents and Chemotherapy. 45 (3): 649—659. doi:10.1128/AAC.45.3.649-659.2001. PMC 90351. PMID 11181338.
52. ↑  Wright A, Hawkins CH, Anggård EE, Harper DR (August 2009). A controlled clinical trial of a therapeutic bacteriophage preparation in chronic otitis due to antibiotic-resistant Pseudomonas aeruginosa; a preliminary report of efficacy. Clinical Otolaryngology. 34 (4): 349—357. doi:10.1111/j.1749-4486.2009.01973.x. PMID 19673983.
53. ↑  Ipoutcha T, Racharaks R, Huttelmaier S, Wilson CJ, Ozer EA, Hartmann EM (31 січня 2024). A synthetic biology approach to assemble and reboot clinically relevant Pseudomonas aeruginosa tailed phages. Microbiology Spectrum. 12 (3): e0289723. doi:10.1128/spectrum.02897-23. PMC 10913387. PMID 38294230.
54. ↑  Деркач, С. А. (11 червня 2022). БАКТЕРІОФАГИ: АКТУАЛЬНІ ПИТАННЯ ВИПУСКУ ПРЕПАРАТІВ-ФАГІВ ТА ОЦІНКА ЇХ АКТИВНОСТІ. Інфекційні хвороби (укр.). № 1. с. 5—10. doi:10.11603/1681-2727.2022.1.13014. ISSN 2414-9969. Процитовано 14 жовтня 2024.
55. ↑  
Payne DD, Renz A, Dunphy LJ, Lewis T, Dräger A, Papin JA (October 2021). An updated genome-scale metabolic network reconstruction of Pseudomonas aeruginosa PA14 to characterize mucin-driven shifts in bacterial metabolism. npj Systems Biology and Applications. 7 (1): 37. doi:10.1038/s41540-021-00198-2. PMC 8501023. PMID 34625561.
56. ↑  
Dahal S, Renz A, Dräger A, Yang L (February 2023). Genome-scale model of Pseudomonas aeruginosa metabolism unveils virulence and drug potentiation. Communications Biology. 6 (1): 165. doi:10.1038/s42003-023-04540-8. PMC 9918512. PMID 36765199.

## Подальше читання
- Sweere JM, Van Belleghem JD, Ishak H, Bach MS, Popescu M, Sunkari V, Kaber G, Manasherob R, Suh GA, Cao X, de Vries CR, Lam DN, Marshall PL, Birukova M, Katznelson E, Lazzareschi DV, Balaji S, Keswani SG, Hawn TR, Secor PR, Bollyky PL (March 2019). Bacteriophage trigger antiviral immunity and prevent clearance of bacterial infection. Science. 363 (6434). doi:10.1126/science.aat9691. PMC 6656896. PMID 30923196. про нитчасті фаги синьогнійної палички, що перешкоджають потрібній реакції імунної системи на цю інфекцію.